# Koundara
Koundara – miasto w Gwinei; 13 900 mieszkańców (2006). Przemysł spożywczy, włókienniczy.